# Нескінченна історія (фільм)
«Нескінче́нна істо́рія» (англ. The Neverending story, нім. Die unendliche Geschichte) — німецько-американський фільм студії Warner Brothers, знятий 1984 року за частиною книги письменника Міхаеля Енде «Нескінченна історія». 1990 року отримав продовження «Нескінченна історія 2: Нова глава», зняте за рештою оригінального твору, а в 1994 році — «Нескінченна історія 3» за мотивами попередніх фільмів та книги.

## Сюжет
Школяр Бастіан Букс живе зі своїм батьком після смерті матері. З цієї причини він відчуває себе самотнім, а у школі стає об'єктом для глузувань з боку інших учнів як мрійник. Батько ж намагається спонукати сина перестати мріяти та подорослішати.
Одного разу, тікаючи від хуліганів, Бастіан забігає до книгарні. Продавець Кореандер дорікає, що діти тепер не читають книг, тож Бастіану там нічого робити. Але хлопчик розповідає, що він читав, і помічає велику книгу з назвою «Нескінченна історія». Бастіан краде цю книгу, залишаючи записку з обіцянкою повернути після прочитання. Боячись запізнитися на урок, він вирушає на шкільне горище і починає читати «Нескінченну історію».
У книзі йдеться про країну Фантазію, всім жителям якої загрожує Ніщо, яке поглинає країну, лишаючи тільки порожнечу. Жителі Фантазії помічають наступ Ніщо та вирішують піти за допомогою до королеви. Але королева Фантазії виявляється смертельно хворою. На пошуки ліків і порятунку Фантазії вирушає хлопчик з племені мисливців Атрейю. Його переслідує вовк, посланець Ніщо. Атрейю у своїх пошуках заходить на болота, де живе мудра черепаха Морла, але вона байдужа до долі Фантазії та лиш підказує спитати у Сфінксів.
В реальності починається гроза, а Бастіон лякається опудала вовка на горищі. Повернувшись до читання, хлопчик дізнається як вовк продовжив переслідувати Атрейю, та його рятує дракон Фалькор. Атрейю опиняється біля брами у вигляді Сфінксів, яка спопеляє всіх, у кого нечиста душа. Він минає Сфінксів неушкодженим і постає перед дзеркалом, яке показує справжню суть того, хто в нього дивиться. В дзеркалі Атрейю бачить Бастіана. Сфінкси розказують секрет порятунку Фантазії — нове ім'я для королеви, дане дитиною за межами Фантазії.
Фалькор відносить Атрейю на край Фантазії, де той знаходить фрески із зображенням всіх своїх пригод. Там вовк наздоганяє його, та Атрейю перемагає звіра в бою. Але вовк розповідає, що Фантазія насправді не має меж, оскільки наповнюється мріями людей. Та коли люди перестають мріяти, виникає і сильнішає Ніщо. Ніщо знищує Фантазію, лишається тільки кілька уламків, серед яких і Башта Слонової Кістки, де живе королева. Королева звертається зі сторінок книги до Бастіана з проханням дати їй нове ім'я. Налітає Ніщо, Бастіан встигає дати ім'я і королева з'являється перед ним. Вона передає піщинку, яка лишилася від її країни та може здійснити будь-яке бажання. Хлопчик бажає, щоб Фантазія знову жила.
Бастіан опиняється у відродженій Фантазії, де бачить Атрейю, який шукає нові пригоди. В реальності він лякає Фалькором хуліганів, а оповідач говорить, що Бастіана чекає ще багато чого, але це інша історія.

## У ролях
- Беррет Олівер — Бастіан Бакс
- Джералд МакРейні — Барні Бакс, батько
- Драм Гаррет — хуліган 1
- Дерріл Куксі — хуліган 2
- Ніколас Гілберт — хуліган 3
- Томас Гілл — Кореандер
- Діп Рой — Тіні Віні
- Тіло Прюкнер — Нічний Ельф
- Мозес Ганн — Кайрон
- Ноа Гетавей — Атрейю
- Алан Оппенгаймер — Фалькор, Гоморк (вовк), оповідач
- Сідні Бромлі — Енгівук
- Патріція Гейс — Ургл
- Тамі Стронак — Королева
- Гайнц Райнке — Фачур (озвучка)
- Франк Ленарт — Тіні Віні (озвучка)
- Сільвія Зайдель — Фейрі

## Історія створення
Німецький письменник Міхаель Енде опублікував свій роман «Нескінченна історія» в 1979 році. Він швидко набув популярності і в 1981 році зародилася ідея екранізації. Продюсер Дітер Гейслер поділився планами з Енде, однак між ними виникли суперечності. Енде наполягав на якомога меншій частці спецефектів, тоді як Гейслер планував стрічку для американського ринку і бажав видовищності. В 1982 почалося написання сценарію, режисером було затверджено Вольфганга Петерсена.
В 1983 році стартували зйомки, що проходили переважно в Західній Німеччині. Лише для сцен з Бастіаном «в реальності» знімання відбувалося у Ванкувері (Канада). Декорації знаходилися на найбільшій кіностудії Європи — Bavaria Film Studios на околицях Мюнхена. Для багатьох сцен використовувалися повнорозмірні моделі. Наприклад, болото займало площу 3000 м², а Фалькор мав 15 м завдовжки. Для знімання вовка створили модель, якою керували одразу 17 операторів, і яка могла здійснювати понад 50 різноманітних рухів. Знімальна група активно використовувала синій екран для комбінованих зйомок.
Більшу частину знімальної групи склали німці, яким допомагали англійські та американські фахівці. Саундтреком займався Клаус Дольдінгер з джаз-бенду Passport. Для прокату в США до музики було додано техно-поп. Титульну пісню у фільмі виконав британський співак Крістофер Хемілл, відоміший під сценічним ім'ям Limahl. Пісня увійшла тільки в американську версію фільму і відсутня в німецькій.
У прослуховуваннях на роль Бастіана, що проходили восени 1982 року, взяло участь понад 200 хлопчиків. Беррет Олівер справив дуже сильне враження на режисера Вольфганга Петерсена, але тоді його кандидатуру відкинули, порахувавши занадто юним для неї. До березня 1983 року, коли до початку знімання залишалося зовсім небагато часу, ця роль так і залишалася вакантною, і акторові вирішили дати другий шанс. Відповідальні за кастинг були просто вражені наскільки хлопчик виріс і подорослішав за цей час, і організували йому коротку зустріч з режисером Вольфгангом Петерсеном в залі очікування аеропорту Лос-Анджелеса, після якої його кандидатура була негайно затверджена. Роль королеви виконала 11-річна танцівниця Тамі Стронак, яка народилася в Ірані.
Під час знімання фільму актор Ноа Гетавей, що грав Атрейю, двічі отримував серйозні травми. Під час тренувань верхової їзди кінь скинув і потім наступив на нього. Потім під час знімання сцени, де його герой тоне в болоті Смутку, його нога застрягла в підйомнику, і актора потягло під воду. Він був без свідомості до того часу, коли його підійняли на поверхню.
Критики зустріли стрічку схвально, але в прокаті вона зібрала лише 20 мільйонів доларів при бюджеті в 27, що робило її найдорожчим фільмом, знятим у Німеччині на той період. Проте реліз «Нескінченної історії» на відео став одним з найпродаваніших в історії фентезі-кінематографу. Автор книги Міхаель Енде був украй розчарований спотворенням його роману в фільмі. Так, фінал стрічки був простою помстою хуліганам, конфлікт із батьком залишився невирішеним, а книгу Бастіан так і не повернув. Енде висунув вимогу припинити виробництво фільму або змінити його назву, але кіностудія відмовилася піти на це. Наступний за цим судовий процес завершився не на його користь. Єдине, чого автору вдалося домогтися — це прибрати своє ім'я в титрах на початку фільму.

## Продовження
Популярність фільму спричинила вихід двох серіалів. Перший з них — анімаційний, вийшов на телеекрани в 1996 році й складався з 26 епізодів. Другий — ігровий, вийшов 2001 року і складався з 4 епізодів (в британській версії — 13 епізодів).
Також вийшло два сиквела до фільму. Перший з них «Нескінченна історія 2: Нова глава» (1990) був частково оснований на другій половині роману Міхаеля Енде, а другий — «Нескінченна історія 3» (1994) мав повністю нову сюжетну лінію і провалився в показі.

## Цікаві факти
- Тамі Стронак більше не знімалася в фільмах аж до 2008 року.
- Команда гримерів спробувала пофарбувати Ноа Гетавея в зелений колір, щоб він виглядав як його персонаж в книзі. Від цієї ідеї відразу ж довелося відмовитися, оскільки це виглядало надто неправдоподібно.
- Стівен Спілберг є великим шанувальником картини й оригінальний амулет Атрейю «Аурин» з фільму зберігається в його офісі, укладений у скляний футляр.
- Створення літаючого дракона удачі Фалькора почалося з мініатюрної гумової моделі, а в результаті вийшло тринадцятиметрова оснащена мотором істота. Величезне тіло дракона було покрито більше ніж 6000 сяючих пластинок із пластику й оббите рожевим пухким хутром. Голова Фалькора була близько метра в ширину і висоту з довгим рожевим язиком з гуми і керованими на відстані очима.
- На ім'я героя Атрейю названа металкор-гурт Atreyu.
- На момент знімання «Нескінченної історії» книга Міхаеля Енде ще не була перекладена англійською мовою, внаслідок чого ніхто з американських акторів, включаючи Беррета Олівера і Ноя Гетавея, не мав можливості її прочитати.